# Ludwig Losacker

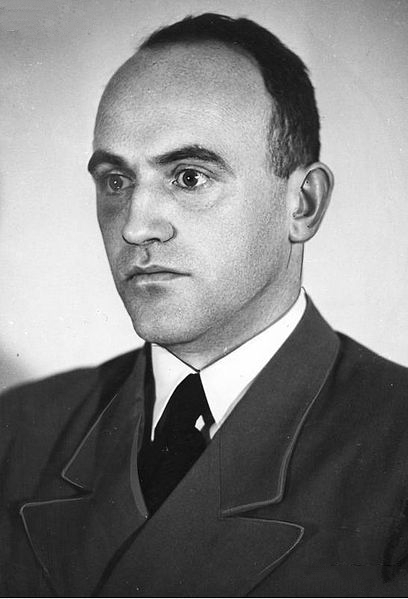
Ludwig Losacker (1943)

Ludwig Losacker (ur. 29 lipca 1906 w Mannheimie, zm. 1994 w Heidelbergu) – prawnik, polityk, SS-Sturmbannführer, gubernator dystryktu Kraków, prezydent wydziału rządu Generalnego Gubernatorstwa.

## Życiorys
Ludwig Losacker ukończył prywatną szkołę handlową. Po śmierci ojca w 1924 kierował jego fabryką grzebieni w Ludwigshafen. W latach 1927–1931 studiował nauki prawnicze i ekonomię w Heidelbergu i Berlinie. Do NSDAP wstąpił w 1932, a do SS w 1939 roku. W 1936 zdał końcowy egzamin prawniczy. W latach 1934–1936 pracował w Dyrekcji Policji w Baden-Baden, a następnie do 1937 roku w wydziale konstytucyjnym w Ministerstwie Spraw Wewnętrznych Rzeszy. Od 1936 działał dla Sicherheitsdienst (SD). W 1937 wystąpił z kościoła i określał się jako „gottgläubig” (dosł. wierzący, określenie wprowadzone w czasach narodowego socjalizmu). Po odejściu ze służby państwowej pracował w IG Farben AG Berlin i Wanderer-Werke Chemnitz.

Od 26 października 1939 starosta w Jaśle, od 15 stycznia 1941 szef urzędu dystryktu lubelskiego, od 1 września 1941 szef urzędu dystryktu Galicja. Od 1 stycznia 1943 prezydent głównego wydziału spraw wewnętrznych w rządzie GG. Od 24 lutego 1943 pełnił funkcję wicegubernatora w Krakowie. Między 26 maja a 10 października 1943 gubernator dystryktu krakowskiego. Dążył do pozyskania Polaków do współpracy przeciwko ZSRR. Po ujawnieniu masowych grobów w Katyniu w połowie kwietnia 1943 napisał list do generalnego gubernatora Hansa Franka (fragment): 

Włączenie narodu polskiego do frontu obrony przed bolszewizmem w sytuacji, gdy odczuwa się coraz silniejszy deficyt sił niemieckich we wszystkich dziedzinach, stanowi nakaz chwili. Nic nie pomoże Rzeszy posługiwanie się nieużyteczną ideologią i fałszywie pojętą „władczością”. Jest jeszcze czas, ale jeśli przegapi się moment wywołany przez sowieckie okrucieństwo pod Smoleńskiem, nie pomogą później nasze nawet najbardziej gorączkowe wysiłki.

W okresie przed objęciem funkcji w Krakowie charakteryzowano jego postawę bardzo pozytywnie i to nie tylko z niemieckiej strony, ale również z polskiej i ukraińskiej, lecz już nie z żydowskiej. W tym okresie był bardzo aktywny kontaktując się z wieloma osobami na wysokich stanowiskach i o dużym autorytecie w sprawach ludności podbitej. Kontaktował się wielokrotnie np. z arcybiskupem metropolitą lwowskim i halickim Andrzejem Szeptyckim/.
Losacker był lojalnym pracownikiem administracji niemieckiej na terenach polskich i najwyższym priorytetem jego działań było utrzymanie tych terenów dla Niemiec przy wykorzystaniu w dużym zakresie ludności miejscowej – polskiej i ukraińskiej. Po klęsce stalingradzkiej Wehrmacht potrzebował niemieckiego rekruta dla uzupełnienia strat na froncie wschodnim – wyłapywanie zdolnych do służby urzędników i przekazywanie ich do Wehrmachtu było jego głównym zadaniem. Realizował je z żelazna konsekwencją, posyłał na front wielu wpływowych ludzi, jak choćby wieloletniego starostę miejskiego Krakowa Rudolfa Pavlu. Generalny Gubernator podkreślił, że ogromne wymagania w dziedzinie personelu spowodowały konieczność podjęcia nadzwyczajnych środków. W związku z tym na jego polecenie opracowano propozycję rozwiązania dystryktu krakowskiego i połączenia go z dystryktem galicyjskim w jednolity dystrykt galicyjski – co nie doszło do skutku.
Drugim jego zadaniem było tak zorganizować zarządzanie Generalnym Gubernatorstwem, aby utrzymać miejscowych „obcoplemieńców” w ryzach, a nawet więcej wykorzystać ich do swych celów. Uważał, że Austro-Węgry pokazywały drogę włączenia Polaków i Ukraińców do administracji państwowej i do armii. Piętrowe intrygi polityczne tworzone podczas jego urzędowania w Krakowie doprowadziły do jego upadku. Symptomatyczne jest zaangażowanie Losackera w sprawę propozycji współpracy wojskowej z Niemcami przedstawionej przez „Miecz i Pług” i rozczarowanie brakiem pozytywnego odzewu hrabiego Ronikiera na propozycję utworzenia polskiej zbrojnej „Straży Gminnej” pod komendą policji niemieckiej. Sprawa morderstwa dużej grupy wpływowych ziemian na weselu przez oddział SS wbrew Losackerowi członkowi SS i co więcej SD oraz duży wysiłek Losackera w wyjaśnieniu tej sprawy był prawdopodobnie podstawową przyczyną jego odwołania z Generalnego Gubernatorstwa przez Heinricha Himmlera i wysłania na front.
We wrześniu 1943 stracił wszystkie stanowiska i został przeniesiony do Waffen-SS. W Heidelager [poligon Waffen-SS] (koło Dębicy) przeszedł szkolenie jako kanonier w okresie od 1 października 1943 r. do marca 1944 r. w Waffen-SS Sturmgeschütz Ausbildungs- und Ersatzabteilung. Na koniec przeniesiony do Sturmgeschütz-Abteilung 16 Dywizji Grenadierów Pancernych Waffen-SS (Panzer-Grenadier-Division der Waffen-SS). Na froncie włoskim (koło Livorno) został ciężko ranny 4 lipca 1944 r. jako Unterscharführer podczas misji próbnej. Po miesiącach pobytu w specjalnym szpitalu wojskowym na rozkaz Himmlera wziął udział w kursie w Junkerschule Tölz od listopada 1944 r., który zakończył się przedwcześnie z końcem wojny.
Po wojnie został internowany i przebywał w Dachau do września 1947 roku. W roku 1948 został referentem w Związku Pracodawców Przemysłu Chemicznego w Hesji, a potem został jego kierownikiem. 30.8.1948 przeszedł postępowanie denazyfikacyjne i zaliczony do grupy 5 – uniewinniony. W 1954 r. został dyrektorem zarządzającym Grupy Roboczej Związków Pracodawców Niemieckiego Przemysłu Chemicznego w Wiesbaden. 1.1.1960 do 1971 Dyrektor Niemieckiego Instytutu Przemysłowego w Kolonii. 1963/64 wykładowca na Uniwersytecie Nauk Politycznych w Monachium. Postępowanie wstępne Prokuratury w Dortmundzie zostało przerwane 12.7.1963 r. Organizator „Koła Przyjaciół Byłych Urzędników Generalnego Gubernatorstwa”; od 1960 r. dyrektor Niemieckiego Instytutu Przemysłowego w Kolonii. Już w 1963 r. umorzono wobec niego postępowanie przygotowawcze, a w licznych postępowaniach przeciwko byłym urzędnikom administracji niemieckiej w okupowanej Polsce był świadkiem uniewinniającym. Losacker zmarł w 1994 roku.
Na początku lat 80. Losacker napisał swoje niepublikowane wspomnienia pod tytułem: Von der Schwierigkeit ein Deutscher zu sein (O trudności bycia Niemcem), które później wraz z innymi dokumentami przekazał do Archiwum Federalnego w Koblencji. W swoich wspomnieniach Losacker starał się przedstawiać swoją działalność w GG w jak najbardziej pozytywnym świetle i stylizować się na bojownika ruchu oporu.